# ベルとふたりで
『ベルとふたりで』は、伊藤黒介による、ペットを題材にした日本の4コマ漫画。竹書房とライブドアが共同で開催するY-1グランプリの第1回グランプリ受賞作品である。

## 概要
幼いころから一緒に育った7歳の少女と7歳の雌犬を中心に、学校や町で繰り広げられる日常を描いている。各回1本目のネタでは必ず「ベル グレートピレニーズ メス 7歳」「すず ヒト メス 7歳」と紹介文が添えられる。
『まんがライフオリジナル』にて2008年9月号から連載、『まんがくらぶオリジナル』では2008年10月号から、休刊となる2014年12月号まで連載（共に竹書房）。また、ウェブコミックサイト『livedoor デイリー4コマ』で2010年12月31日まで連載。
連載終了後、イラストコミュニケーション・サービス「pixiv」にて、不定期ではあるが連載を再開している。ただし、pixivでは4コマではなく、ショート漫画形式の連載になっている。

## 登場人物

### 主人公とその家族
沖田すず
人間側主人公。7歳の人間のメス。物事を深く考えない、いい加減でお気楽な性格をしており、体育は得意だが勉強はからっきしと言うおバカで元気な小学生。その一方、腹を押されたベルの鳴き声で「ねこふんじゃった」を演奏したり、知らない曲に合わせてピアノをアドリブ演奏したりするなど、天才的な音楽の才能を持つ。そのため芸能界や音楽学校関係者からの勧誘を受けたことがある。
好物はコロッケで、夕飯がコロッケになるためなら家事雑用も厭わない。
ベル
動物側主人公。7歳のグレートピレニーズのメス。捨て犬としてすずの叔母に拾われた際、乳幼児だったすずの腕をくわえて離さなかった縁で飼われている。すずとはほぼ完璧な意思の疎通が可能なうえ、タップダンスを披露したり野球に興じる、自転車にまで乗るなど犬離れした動きを見せるほか、時にすずよりも利口な行動を見せる。
体重は53kg。突進で大の大人をもひるませる場面があり、他にも辰政の飼い犬であるドーベルマンの竜を秒殺してしまったりと戦闘力も高い。
沖田夏美
すずの母親。27歳。夫婦仲は良好。当初は「名前はまだ考えてない」キャラクターであったが、コミックス5巻で名前が公開。旧姓は木島。
すずとベルにとってのブレーキ役であり、彼女らのボケに対してツッコミを行う常識人。しかし主婦としての行動力は並外れており、ドタバタな日常をパワフルに制している。また、すずの音楽的才能に目を付けられ、芸能界等から勧誘を受けた際は、母親として娘の将来のため毅然と断るなど、親として子どもの将来設計には確固した方針がある。
高校生の時は、やや内向的な性格であり、正反対な性格と容姿の妹ユキとの関係にコンプレックスを感じ悩んでいた。そのためユキに辛く当たることもあった。
沖田邦長
すずの父親。フリーのカメラマン兼ライターで、普段は海外に行っている。豪快で細かいことは気にしない性格だが、玄関で寝ながら屁をかますなどの常識を疑う行動もしばしば。帰国時は不審者扱いされるほどむさ苦しい姿になることが多い。愛妻家であり子煩悩。すずやベルらが圧倒されるくらいパワフル。
木島雪（作中の表示はユキ）
すずの母・夏美の妹。すずにとっては叔母にあたる。犬飼動物病院に勤務する獣医で、豪放磊落な言動と巨乳が特徴。ベルとすずを引き合わせた張本人であり、今でもベルの不調の際は来院を歓迎している。勤め先の犬飼動物病院の院長と婚約中。院長の娘のあかねからは敵視されて嫌われており、彼女との距離に悩み、すずとベルをけしかけて打開しようとするが逆効果になることが多い。そのうち、すずたちの方が彼女との距離を縮めはじめていたりする。
pixivでの連載再開後では、あかねに「ユキさん」と呼ばれることを酷く嫌がるものの、家事の腕が数段上回るあかねに家事のことで説教される一幕も。

### すずの同級生・教師
アキ
すずの第一の親友でクラスメイト。7歳とは思えない落ち着きぶりと、どんぐりまなこが特徴的な傍観者で、すず達の行動にツッコミと解説を入れる役を担っている。しかしノリの良さは持ちあわせており、しばしば無表情のまま、すずの奇行に付き合うことがある。病弱の弟（乳児だが身内以外には凶暴）がおり、世話上手。すずとベルにもみくちゃにされる通称「アキいじり」が好き。
激昂する教師を諌めるほどの弁舌能力を有し学業成績も優秀である。一方で運動は苦手であり、ベルを用いた跳び箱に成功した時には年相応の笑顔も見せている。自転車も苦手。
レイコ
すずの第二の親友でクラスメイト。高飛車で嫉妬深い性格だが心配性な一面があり、飼い猫であるコロネの徘徊癖に度々泣かされている。作中では比較的常識人で友達思い。コロネとクラスメイトのひかるが絡むと大甘な性格に豹変する。さらに、時には凄みを利かせてベルを怯ませたり、膝蹴りを繰り出すなど攻撃的な面も見せる。個性的な友人達にツッコミを入れることが多い（ひかるがらみでは逆転する）。
同じクラスのひかるに想いを寄せているが、常にベルとすずに出し抜かれている。なお、ベルのことは「うんこ犬」と呼ぶ。
ひかる
すずのクラスメイトの少年。文武両道・容姿端麗・きれい好きと、すずの通っている学校の女子の憧れの的でもある。犬を見かけると人目はばからず涎を垂らしながら突進して抱擁するほどの犬好きであり、甘いマスクから多くの女子に惚れられながらも全く興味を持っていない。犬の中でも特にベルに執心している。
作中では好きな人として「アキちゃんかな」と宣言しているが、その理由は「図書室の棚に挟まって出られなくなっていたから」という理解しがたいものである。
顔は母親似だが、その母は性格が容姿と一致していない（一例では子煩悩の心配性からか私事では口が悪いのが目立つ。なお、京都出身）。
月花（ののか）
すずのクラスメイト。ぶりっ子風の表情を常に崩さない八方美人で、天然キャラを装ったしたたかさで男子の人気を集めている。計算ずくめの行動は「女の甲斐性」と自覚しており、敵を作った時に備えて合気道まで修練しているしたたかさを持つ。また、道場では凛とした性格を装っており、こちらでも他の門下生から人気を得ている。しかし、自宅では非常にだらけた姿でいることを、後に兄によって暴露されることとなる。
「ももちゃん」という名のメスのトイプードルを飼っているが、彼女も飼い主と同様、したたかで性悪。
スミレ
すずのクラスメイトの少女。大食漢でかなり太っている。実家は食堂で、家族はペット含め全員肥満体型。なお、痩せるとかなりの美少女になる。
ヒデ
すずのクラスメイトの少年。小心な性格で、絶えずビクビクオドオドしているが、星や星座について多大な知識を持つ。チャドと言うチワワを飼っている。
リョーマ
夏休み前に大阪から転校してきたアメリカ人の少年。容姿は金髪に青い目とどう見ても外国人だが、生まれも育ちも日本で国籍も日本、流暢に関西弁をしゃべる上に英語はまるでしゃべれない。
自称「人見知り」と言っているが、実態は飼い犬のカツと共にすず&ベルとトラブルを起こす厚顔無恥なトラブルメーカーである。すずたちを除く女子からは毛嫌いされ、八方美人である月花からでさえ敬遠されている。
両親はアメリカ育ちだが、色々あって日本に帰化しているとのこと。家族全員、日本語が流暢で関西弁を喋る。家はたこ焼き屋を営んでいる。
キヨミ
他のクラスの少女。無口で神秘的というより無表情で不気味な少女で、何を考えているのかよくわからない。
しかもストーカー気質で、興味を持ったリョーマに神出鬼没で付きまとい、厚顔なリョーマをして唖然とさせる。
川越先生
すずの担任。女性。生徒に甘く、すずが学校や遠足にベルを連れてくるのもついつい受容してしまう。生徒の親の別荘にも子供達に紛れて遊びに行ってしまうちゃっかりした面も。
ただ、アルコールにはめっぽう弱く、甘酒でさえ絡み酒をしてくるほど。
兵藤先生
すずの小学校の先生。厳しい教育者であり、ベルが校内にいることを快く思っていない。そのため、ベルや他の動物たちにも攻撃的な態度を見せるが、そのたびデスクに糞をされる仕返しを受けている。ただし、決して犬嫌いという訳ではなく「ジロ」という名のオスのダックスフントを家で飼っているが、躾は大の苦手。

### 近所の人々
弓子
そばかす顔の女子高生。犬が苦手なのに、犬に好かれる因業な体質を持っており、たびたび人懐っこいベルに顔を舐められ泣かされている。
幼少時に臀部を犬に噛まれ、傷が残ったことをトラウマとして、犬嫌いになった。
ある日、置き去りの荷物の中にいた生まれたてのブルドッグに懐かれ、仕方なく家族に相談した所、母が大賛成して飼うことになる。ブルドッグはプルと名付けられ、飼っていた当初はやはり怯えたり現実逃避したりしたが、のちにプル限定で完全に骨抜きになった。
想いを寄せる憧れの先輩がおり、彼の前では演技ぶって強がってしまう乙女。
沼井征次郎
すずの家の近所に住む老小説家。一般小説の他、児童文学も手がける。子供好きというよりは子供そのもの。すずとベルにおちょくられては、仕事もせずに一緒に暴れまわる毎日を送る。すずらが遊びに来た日は一日機嫌がいいほど馬が合っている。すず一家とは家族ぐるみの付き合いで、一緒に遠出をしばしばしている。
最近は縁のある組に所属するヤクザの辰政と意気投合している。
沼井和美
沼井家に嫁いだ女性で、征次郎のマネージャー的存在。征次郎の大人気ない振る舞いに困りつつも、すず達の来訪にノリを合わせてそれなりに楽しんでいる。舅である征次郎を理解しつつも、口実を設けて外出しようとする彼をカニばさみで阻止するなど容赦ない面もある。
沼井寂光
征次郎の孫娘。「じゃっこう」の名も彼がつけたもの。しかし幼子にはふさわしくないと、「じゃこちゃん」と呼ばれており、すずからはカエルに似ているという理由で「げろこ」と呼ばれている。
バスケットや風呂敷など荷物にいつの間にかまぎれ、さらにいつの間にか紛失されているため、今一つつかめない行動をとりがち。
辰政
複数人のチンピラを一人で片付けてしまう強面の武闘派ヤクザ。しかし、本性はかなり大甘の犬バカで、ペットの「竜」の毛並みには厳しい。自身がノックアウトしたチンピラに竜が小便をかけるため、「犬ションの辰政」の異名を持つ。ただ、肝心の竜がベルに〆られたことには気付いていない。
吉春琴子
月子のクラスメイトの女子高生。視力障害者だが臆せず弓子と同じ高校に通学し、バンド活動をたしなむ（校内での人気は高い）。年齢に比して大人びて見えるが、すずとベルがからむと彼女達と同レベルの行動になってしまう。しかし、盲導犬でもある飼い犬のビリーを唆すベルにネックハンギングツリーを仕掛けるなど、余計な真似をするならば人でも動物でも容赦しない。
一方ですずの音楽的才能を認めており、一緒に学園祭に出演したり自宅でセッションしたりすることもある。
名は谷崎潤一郎の『春琴抄』に由来する。
犬飼医師
獣医。院長でユキの上司。優しく寛大な性格だが、動物たちからは微妙にナメられている。妻と死別しており、現在はユキと交際している。コロッケにたびたび尻の穴を攻撃されて悶絶している。後にユキと婚約するも、今度は娘アカネとユキの関係に悩んでいる。
アカネ
犬飼の前妻の娘。しっかりした性格だが、ユキへの敵意と反抗心は強烈で手がつけられない。母の死後、家事を一手に引き受けており、特に料理の腕は高い。また、小説家・沼井征次郎の大ファンであり、彼と対面する話では性格が一変（猫をかぶる）した。
pixiv版ではユキへ家事に対する説教をする一方、ベルと一緒に写った写真に「限って」インスタグラムなどでバズってしまい、ネット界隈では「グレピのアカネ」と呼ばれるようになる。

### その他
タケシ
川越先生の恋人。銀行員。「子供があまり好きじゃない」性格で、すずとベルの攻撃にも無表情で動じない。
一見無表情で冷たく見えるが、攻撃していたすず達を邪険に扱うわけでもなく、川越のからみ酒（ただし甘酒）にも動じず、その上コブラツイストで絡まれても川越の意見に理解を示すなど、懐の深いところがある。
KIRARA
人気急上昇中のミュージシャン。琴子の学校のOBで、学祭をイベント訪問したとき琴子とすず、そしてベルの才能に驚愕する。
ジョエル
フランス人の紳士だが、すずからは「変態」扱い。音楽学校に出資しており、すずとベルを招待する。
イヴ
音楽学校の女性教師。妙にすずにかまい、つきまとう。
伊藤による連載作品「イヴ愛してる」に登場するキャラクターで、本作には友情出演としての位置づけ。
エマ
音楽学校の女子生徒。すずとは意気投合し行動を共にしたことがある。弓子とは正反対に犬に嫌われる体質で、登場するたびにベルの猛攻を受ける。

### 登場人物のペット
コロネ
レイコの家で飼っている猫。4歳のメスのシャム。極端に人懐っこい性格であるが反面、徘徊癖もあり、その度に心配性の飼い主（レイコ）を泣かせている。
ももちゃん
月花の飼い犬でメスのトイプードル。飼い主に非常によく似た、性悪で表裏のある性格をしている。
コロッケ
ある日にてすず&ベル宅に迷い込んだ野良の子猫。自宅では飼えなかったので、ユキの勤務している犬飼動物病院にて預かることになった。イタズラ好きだが、愛くるしさに骨抜きになっている者たちは動物達も含めて多い。頭が非常に良く、子猫とは思えぬほどの行動力を持つ。口の中に入るのが好き（拾った時にベルが口の中に入れたので遊びと思っている）。
竜
辰政の飼い犬。5歳のオスのドーベルマン。町内を支配し自身の縄張りにしようとたまたま対峙したベルに挑むが秒殺され、以降はベルに対する恐怖心から従属するようになる。
ゴエモン
スミレの飼い猫。飼い主同様太っている。普段はあまり動かないが、食べ物の匂いには非常に鋭敏である。
チャド
ヒデの飼い犬。一見飼い主同様ビクビクオドオドした小型犬だが、実は図太く神出鬼没。常に震えるというより震動しているため、抱擁から脱出したり、簡単な錠を開けてしまうことが可能。
ビリー
琴子の飼い犬。オスの盲導犬。ベルに一目惚れされるが、訓練の成果から一切のアプローチを無視している。
プル
弓子の飼い犬。ブルドッグ（後にオスと判明）。ある紙袋の中に生まれたての状態のまま捨てられていた。紙袋から出てきたところ、犬嫌いの弓子に一番懐いた上、弓子の母が飼うことに大賛成してしまったため飼う羽目になる。のちに弓子も、プル限定ではあるが犬嫌いを次第に克服する。無口で大人しい性格で人を噛まない反面、物（主に壁のカド）への噛み癖が酷い。
ジロ
兵藤先生の飼い犬。4歳のオスのダックスフント。兵藤先生本人が躾が苦手なためか、自由奔放に育っている。
カツ
リョーマの飼い犬。リョーマと同い年（7歳前後）のオスのミニチュアブルテリア。ベル以上に図々しくイタズラ好きで、飼い主（リョーマ）に従わないことも多い。

## かつてあった掲載誌による違い
かつては、『まんがくらぶオリジナル』掲載分はすず・ベルとすずの同級生・教師を主体としたエピソードで構成される一方、『まんがライフオリジナル』掲載分はすず・ベルと近所の人々とのエピソードが主体になっていたが、2014年10月22日をもってまんがくらぶオリジナルが休刊したため、現在の連載はまんがライフオリジナルのみになっている。

## 書誌情報
- 伊藤黒介『ベルとふたりで』竹書房〈バンブーコミックス〉、全7巻
  1. 2009年7月16日発売、ISBN 978-4-8124-7120-3
  2. 2010年6月26日発売、ISBN 978-4-8124-7298-9
  3. 2011年2月22日発売、ISBN 978-4-8124-7510-2
  4. 2011年8月17日発売、ISBN 978-4-8124-7649-9
  5. 2012年7月27日発売、ISBN 978-4-8124-7950-6
  6. 2013年3月27日発売、ISBN 978-4-8124-8125-7
  7. 2014年2月27日発売、ISBN 978-4-8124-8519-4